# Ponor (propadání vodního toku)

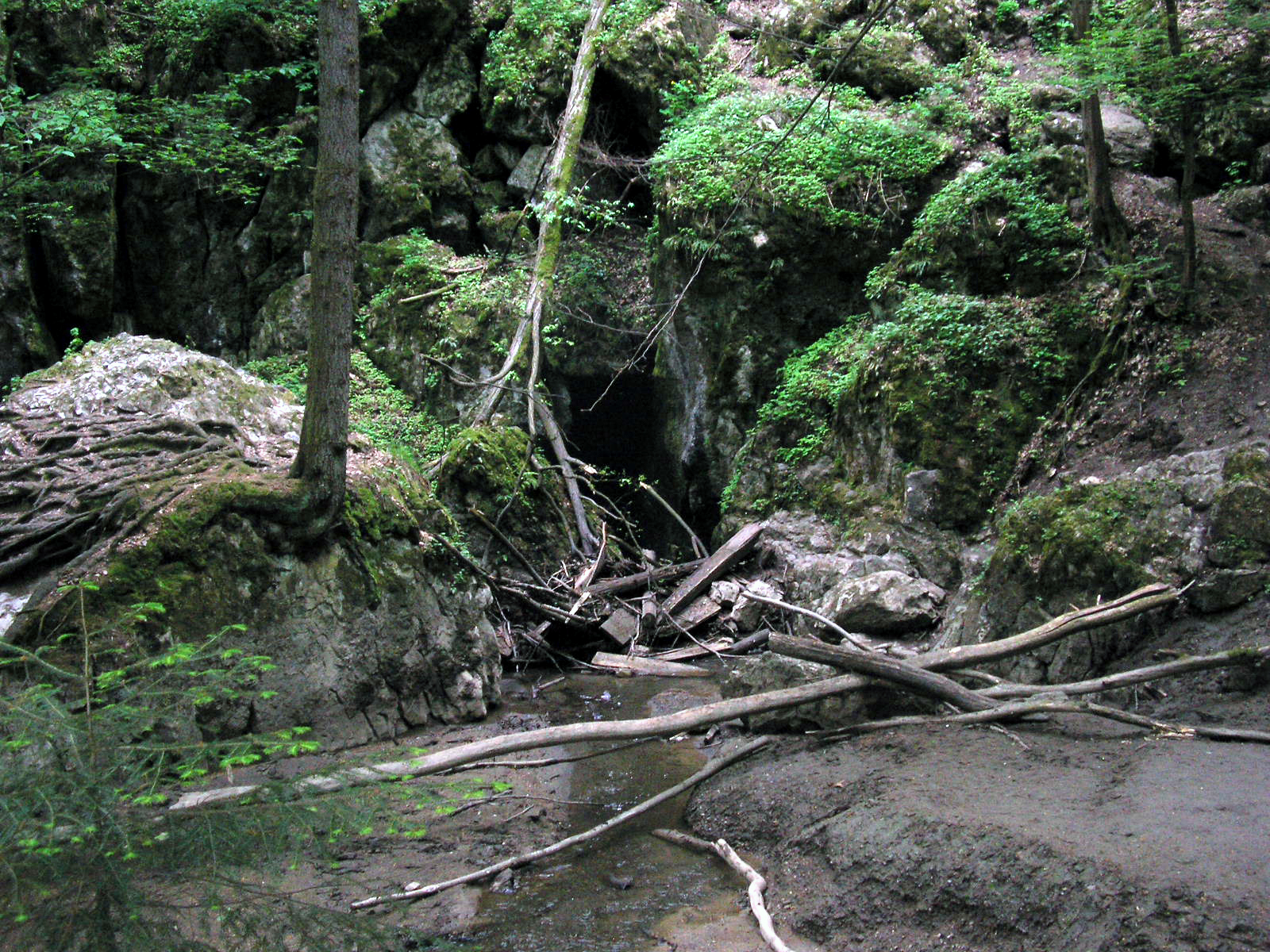
Rudické propadání v Moravském krasu

Ponor je místo, kde se vodní tok zanořuje do podzemí, nejčastěji krasového. Termín pochází ze srbštiny. V Moravském krasu se tento jev zpravidla nazývá propadání. 
Ponory se vyskytují v mnoha rozsáhlejších krasových oblastech. Povrchový vodní tok se v místě ponoru mění v podzemní řeku, tzv. punkvu. Punkva v Moravském krasu je nejznámější českou punkvou. Po průchodu podzemím může řeka ústit přímo do nějaké vodní nádrže nebo moře, případně opět pokračovat v pozemním korytě. Začátek nadzemního vodního toku se nazývá vyvěračka.